# Lidor Cohen (Fußballspieler, 1992)
Lidor Cohen (hebräisch לידור כהן; * 16. Dezember 1992 in Petach Tikwa) ist ein israelischer Fußballspieler.

## Karriere

### Verein
Lidor Cohen erlernte das Fußballspielen in der Jugendmannschaft von Maccabi Petach Tikwa. Hier unterschrieb er am 1. Juli 2012 auch seinen ersten Vertrag. Der Verein aus Petach Tikwa  spielte in der zweiten israelischen Liga, der Liga Leumit. 2013 feierte er mit dem Verein die Meisterschaft und den Aufstieg in die erste Liga. Für Petach Tikwa absolvierte er insgesamt 48 Spiele. Im Juli 2014 wechselte er nach Jerusalem zum Ligakonkurrenten Beitar Jerusalem. Hier stand er bis Ende Januar 2017 unter Vertrag. Für Jerusalem stand er 87-mal in der ersten Liga auf dem Spielfeld. Im Februar 2017 kehrte er zu Petach Tikwa zurück. 2019 musste er mit dem Verein den Weg in die Zweitklassigkeit antreten. Ein Jahr später wurde er mit Petach Tikwa wieder Meister der zweiten Liga und stieg direkt wieder in die erste Liga auf. Im September 2019 wechselte er nach Georgien. Hier unterschrieb er einen Vertrag beim FC Dila Gori. Mit dem Verein aus Gori spielte er in der ersten georgischen Liga, der Erovnuli Liga. Nach sieben Erstligaspielen wechselte er im Januar 2021 wieder in seine Heimat. Hier schloss er sich dem Erstligisten Hapoel Tel Aviv an. Nach 18 Spielen für den Verein aus Tel Aviv-Jaffa wechselte er im Juli 2021 nach Thailand. Hier unterschrieb er einen Vertrag beim Erstligaaufsteiger Nongbua Pitchaya FC. In seinem ersten Spiel für Nongbua verletzte er sich so stark, das er lange verletzt war. Zum Jahresende wurde sein Vertrag aufgelöst. Im Juni 2022 nahm ihn der thailändische Erstligist BG Pathum United FC unter Vertrag. In der Hinrunde bestritt er neun Erstligaspiele. Zur Rückrunde 2022/23 wechselte er auf Leihbasis zum Ligakonkurrenten Khon Kaen United FC. Nach 14 Erstligaspielen für den Klub aus Khon Kaen kehrte er im Sommer 2023 zu BG zurück. Nach der Rückkehr wurde sein Vertrag nicht verlängert. Im Juli 2023 unterschrieb er in Trat einen Vertrag beim Erstligaaufsteiger Trat FC. Am Ende der Saison 2023/24 belegte er mit Trat den letzten Tabellenplatz und musste somit in die zweite Liga absteigen. Nach dem Abstieg verließ er den Verein und schloss sich in seiner Heimat dem Zweitligisten Hapoel Ironi Kirjat Schmona an.

### Nationalmannschaft
Lidor Cohen absolvierte 2014 zwei Partien für die israelischen U21-Nationalmannschaft.

## Erfolge
Maccabi Petach Tikwa
- Israelischer Zweitligameister: 2013, 2020